# جسی کارلتون
جسی کارلتون (انگلیسی: Jesse Carleton; ۲۰ اوت ۱۸۶۲ – ۶ دسامبر ۱۹۲۱) گلف‌باز اهل ایالات متحده آمریکا بود.